# O, la, la
O, la, la treći je studijski album hrvatskog pop sastava Magazina, koji je izašao 1984. godine. Objavila ga je diskografska kuća Jugoton. Objavljen je na LP-u i kazeti.
Stihove su pisali Nenad Ninčević, Zvonimir Stipičić i Jakša Fiamengo, glazbu Tonći Huljić, Zdenko Runjić i Željko Baričić. Aranžmane i produkciju napravio je Željko Brodarić Jappa.

## Popis pjesama
Podatci prema:
Prvih pet pjesama je na A strani, a drugih pet na B strani albuma.
| Br. | Skladba                | Trajanje |
| --- | ---------------------- | -------- |
| 1.  | »Nikola«               |          |
| 2.  | »Dobro jutro (ba, ba)« |          |
| 3.  | »Ivana«                |          |
| 4.  | »Mama mia«             |          |
| 5.  | »Kunigunda«            |          |
| 6.  | »Paperino«             |          |
| 7.  | »Jagode sa šlagom«     |          |
| 8.  | »Lude godine«          |          |
| 9.  | »Ti postala si tata«   |          |
| 10. | »Kao nekad«            |          |